# Patomhochland
Das Patomhochland (russisch Патомское нагорье, Patomskoje nagorje) in der Oblast Irkutsk mit Nordausläufern in der Republik Sacha (Jakutien) in Sibirien, Russland (Asien) ist ein bis 2148 m hohes Hochgebirge der Südsibirischen Gebirge.

## Geographische Lage
Das Patomhochland befindet sich nördlich des Stanowoihochlands und südlich des Mittelsibirischen Berglands. Es liegt südlich eines langgestreckten Bogens der Lena zwischen deren Nebenfluss Witim im Westen und Südwesten, dem Witim-Zufluss Sygykta im Südosten und dem Oljokma-Zufluss Tschara im Osten. Die Nordausläufer des sonst in der Oblast Irkutsk gelegenen Hochlands reichen in Richtung der Lena bis in die Republik Sacha.
Das Hochland ist durchschnittlich 1400 bis 1900 m hoch. Sein höchster Berg ist mit 2148 m der in seinem Südteil direkt nördlich der Sygykta liegende Longdor. Viel weiter nördlich liegt nahe dem Quellgebiet der Tschentscha ein 1916 m hoher Berg, der teils als höchste Erhebung genannt wird.
Zu den im Hochland oder an seinem Rand liegenden Ortschaften gehören Bodaibo, Lensk, Maza, Mama, Nuja, Peledui, Perewos, Swetly und Witim.